# 亞力山打 (新南威爾斯州)
亞力山打是澳洲新南威爾斯州雪梨的一個市區，位於雪梨商業中心區以南5（3.1英里）處，雪梨市地方政府行政區內。該區郵區編號為2015。

## 圖集

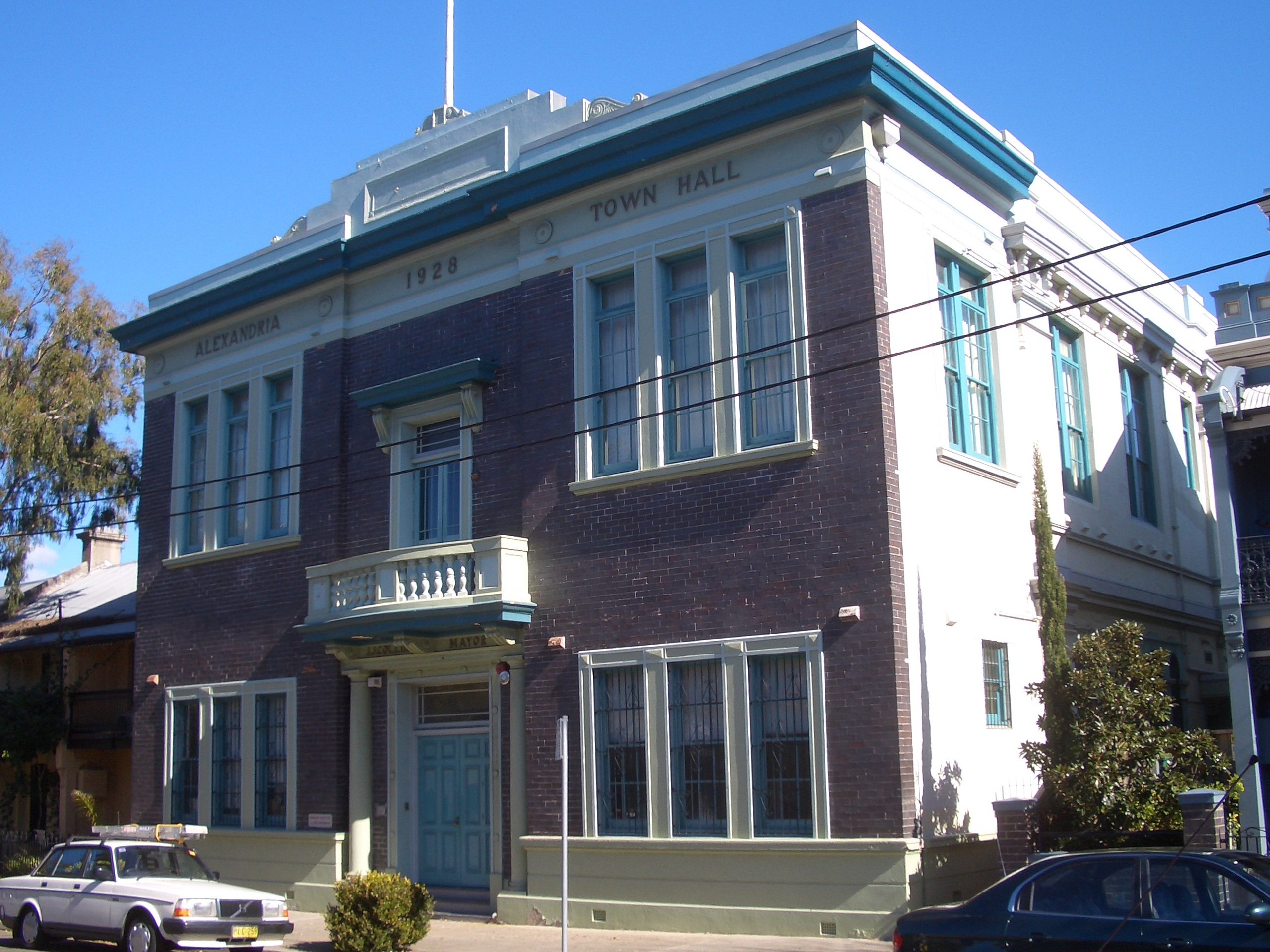
原亞力山打大會堂（英语：Alexandria Town Hall）
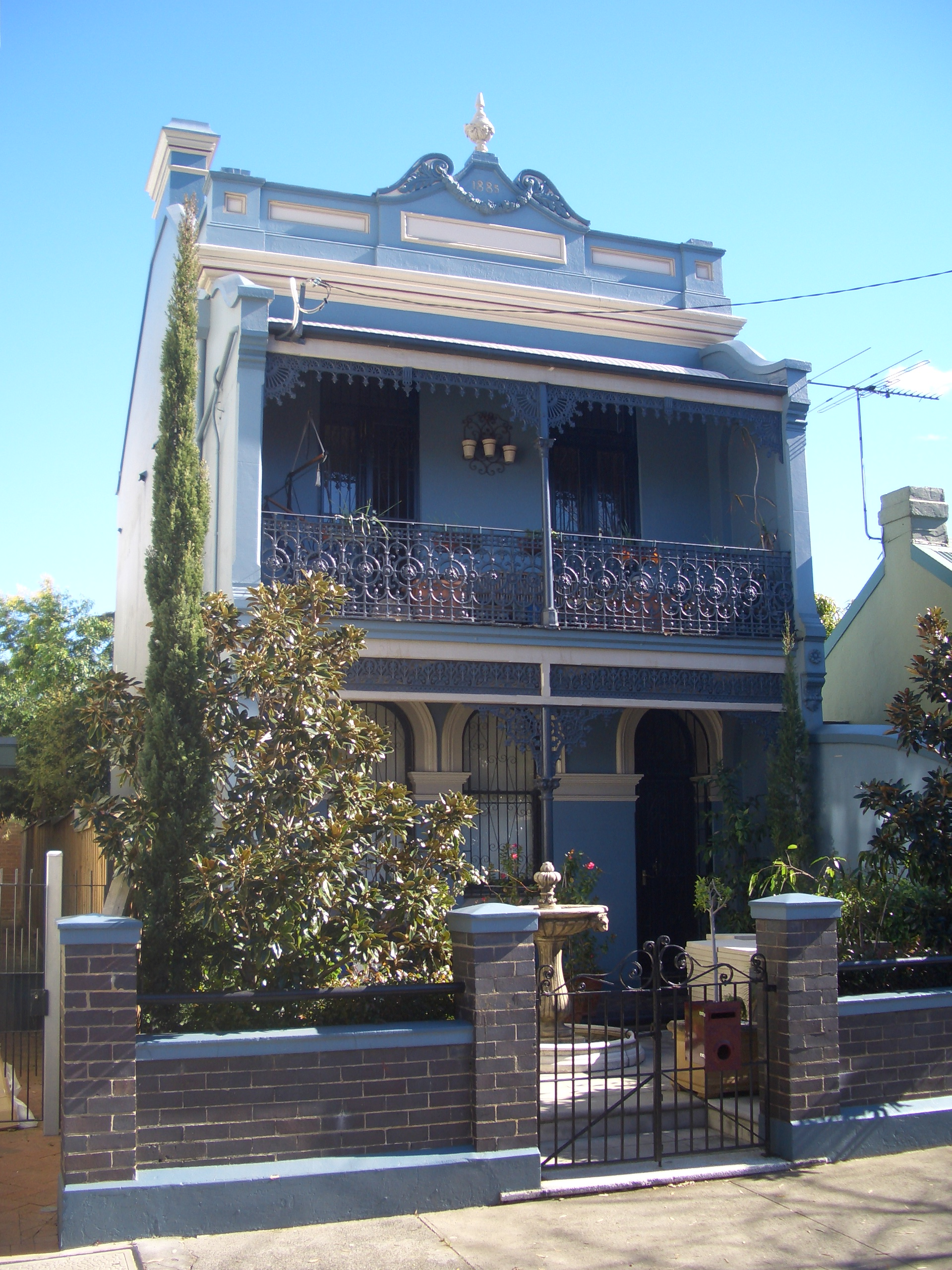
維多利亞式屋宇
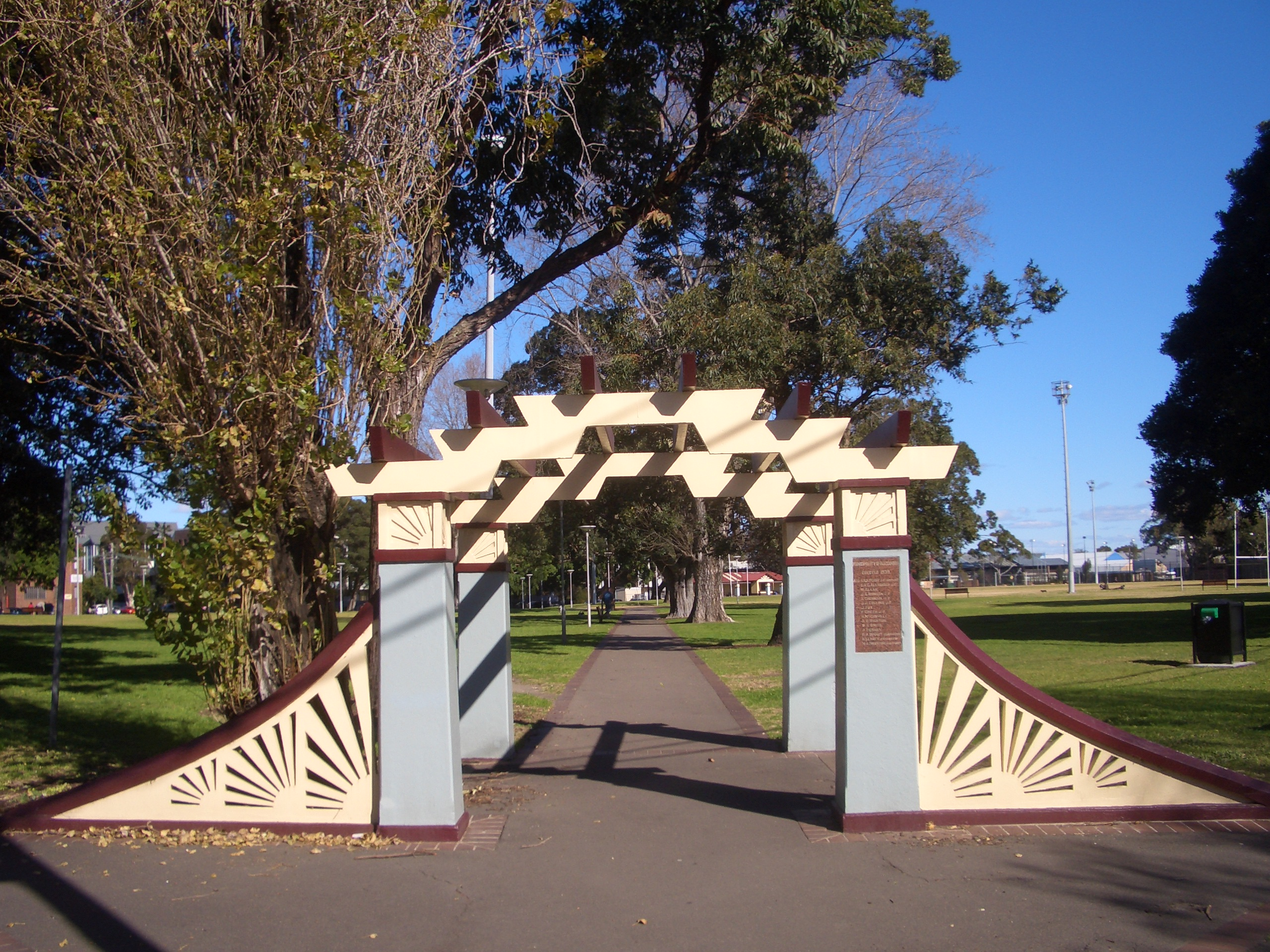
亞力山打公園
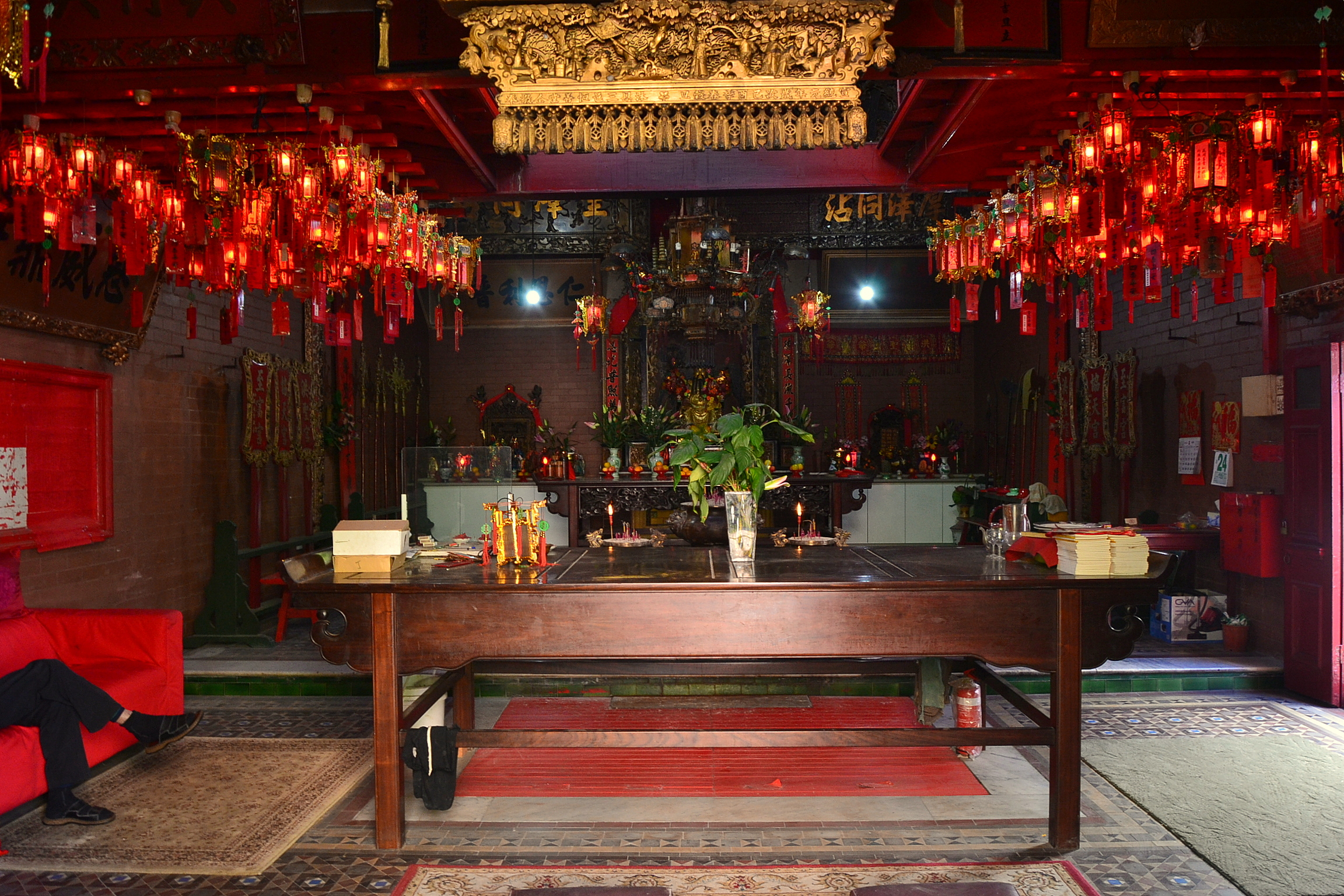
要明廟（英语：Yiu Ming Temple）
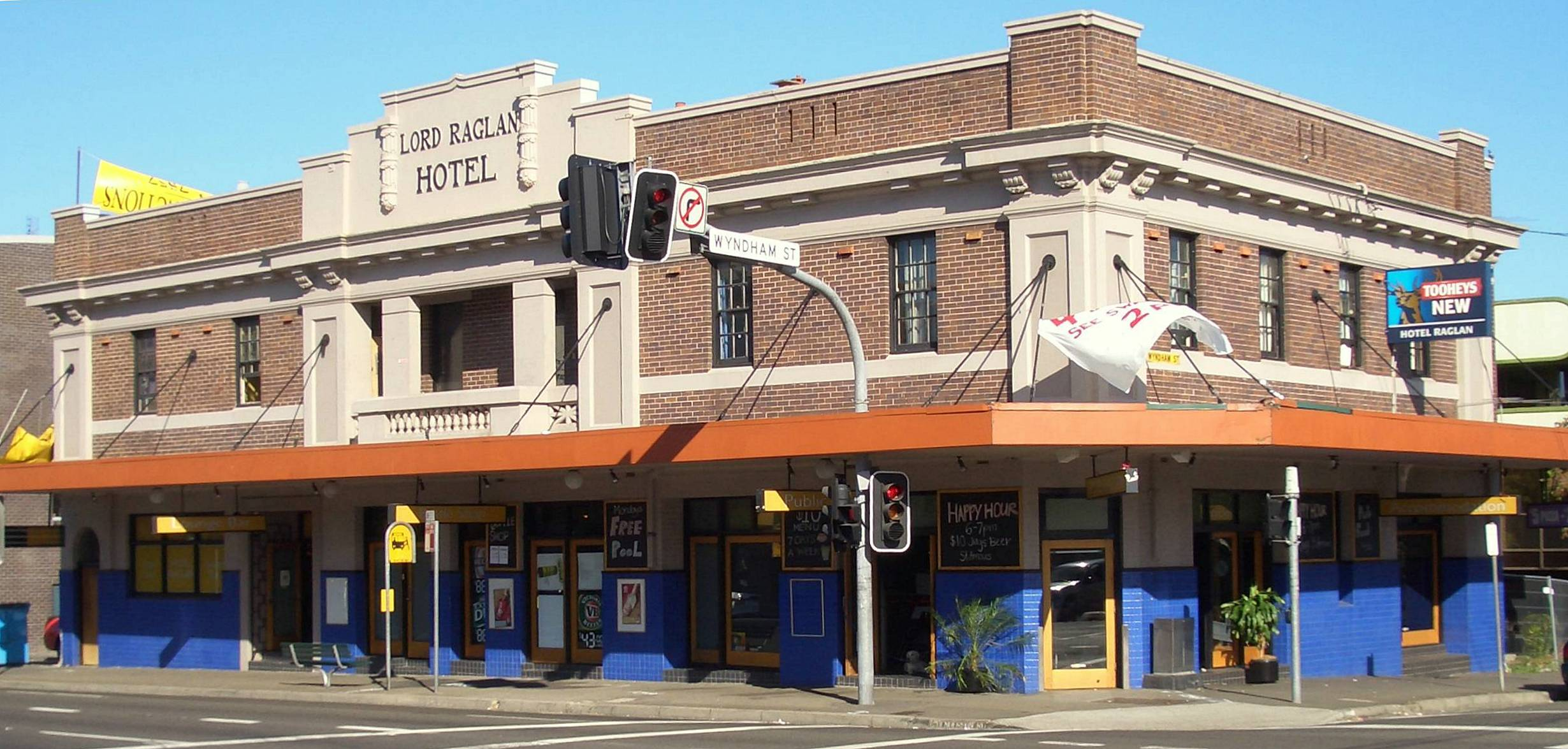
勒倫勳爵酒樓（Lord Raglan Hotel）
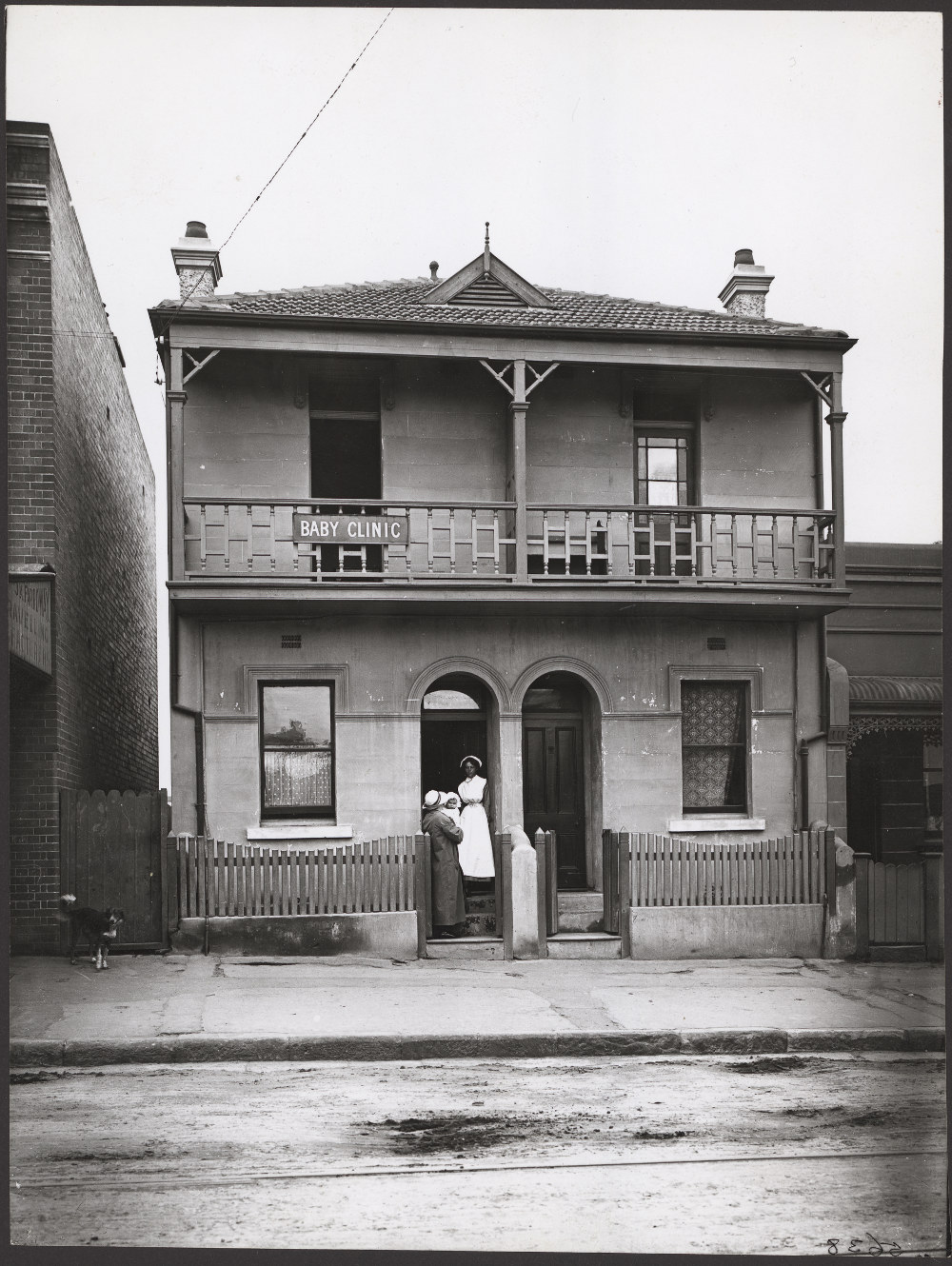
原亞力山打嬰兒診所（Alexandria Baby Clinic）
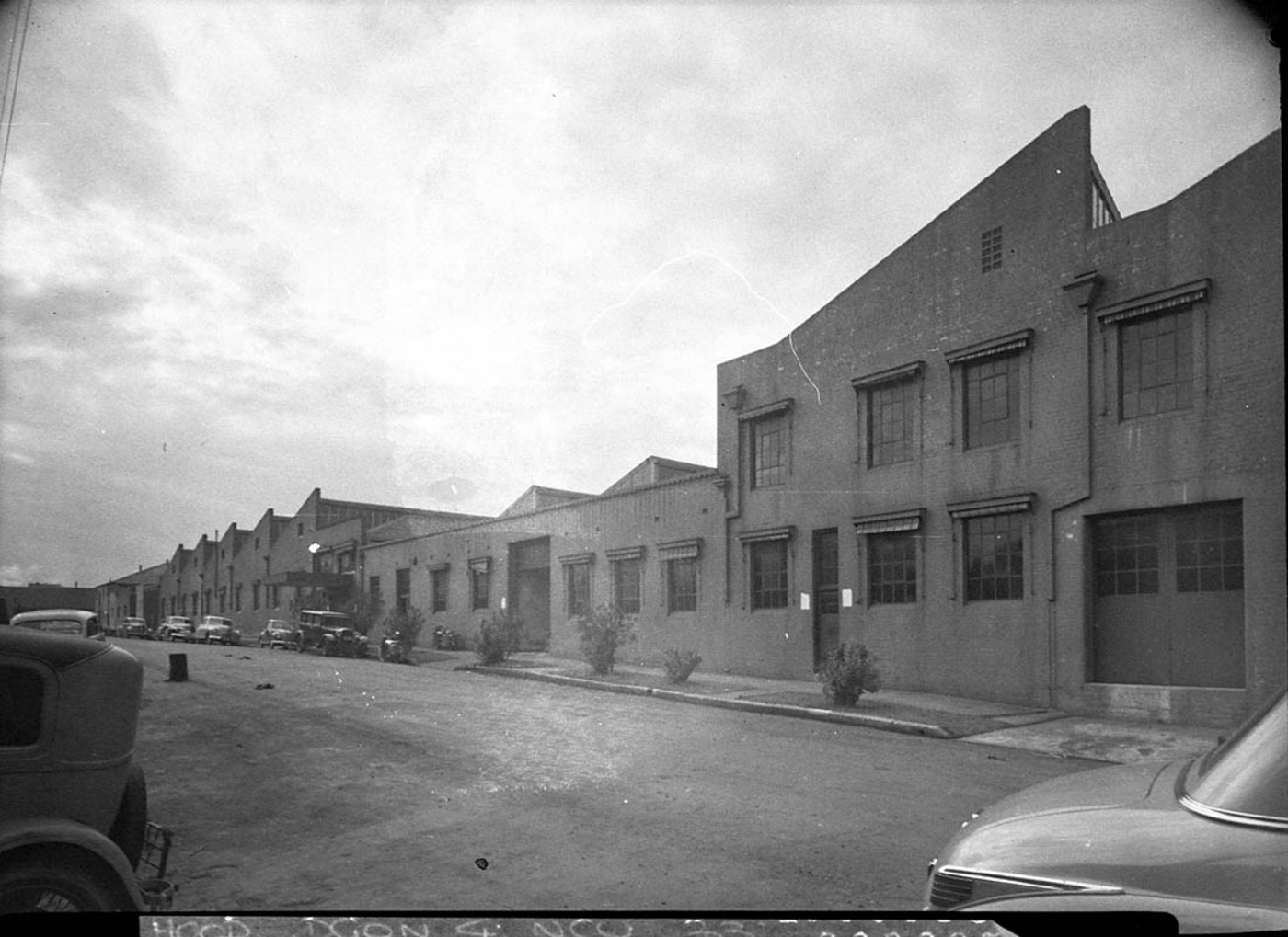
Bestex Mills，攝於1951年7月17日

## 外部連結
- Alexandria demographics from the Dictionary of Sydney
- Alexandria Printing Service （页面存档备份，存于）